# Brachystelma dinteri
Brachystelma dinteri är en oleanderväxtart som först beskrevs av Rudolf Schlechter, och fick sitt nu gällande namn av Henry Phillips. Brachystelma dinteri ingår i släktet Brachystelma och familjen oleanderväxter. Inga underarter finns listade i Catalogue of Life.